# Adriano Augusto de Pina Vidal
Adriano Augusto de Pina Vidal (Elvas, 3 de setembro de 1841 - Lisboa, abril ou maio de 1919), foi um general de divisão do Exército Português e lente universitário de física.
Frequentou o Colégio Militar entre 1851 e 1857. Foi aluno da Escola Politécnica de Lisboa e da Escola do Exército, onde fez o curso de Infantaria e o curso preparatório para oficiais de Artilharia e Engenharia. Doutorou-se na Universidade de Lisboa.
Foi professor de física na Escola Politécnica de Lisboa, na Faculdade de Ciências da Universidade de Lisboa e na Escola do Exército. Foi diretor da Escola Politécnica de Lisboa, da Faculdade de Ciências da Universidade de Lisboa, do Observatório Meteorológico do Infante D. Luís. Foi membro e secretário da Academia das Ciências.
O seu nome perdura na toponímia portuguesa, em nomes de arruamentos.